# Trzęsienie ziemi w Taszkencie (1966)
Trzęsienie ziemi w Taszkencie (1966) – trzęsienie ziemi, o mocy 5,2 w skali Richtera, które 26 kwietnia 1966 nawiedziło wschodnią część Uzbeckiej SRS wraz z jej stolicą Taszkent oraz przygraniczne miejscowości w ZSRR.
Było to jedno z największych trzęsień ziemi na terenie Uzbekistanu, po tym w 1907 r. we wsi Qaratog.

## Trzęsienie
O godzinie 5:23, 26 kwietnia 1966 r. sejsmografy ok. 3–8 km w głąb Taszkentu, wykryły wstrząsy o sile 5,2 w skali Richtera. Trzęsienie ziemi trwało kilka godzin.
Strat ludzkich było ok. 8, natomiast rannych 150 osób.
Dużo większe szkody trzęsienie spowodowało w infrastrukturze miasta. Ze swoich domów musiało się ewakuować około 1,5 mln osób, z czego bez dachu zostało od 200 – 300 tysięcy. Zniszczonych zostało ok. 80% wszystkich budynków w mieście, w tym około 236 budynków administracji, 700 sklepów, 185 placówek medycznych i 245 bloków mieszkalnych. Zniszczeniu uległo również największe w Taszkencie boisko piłkarskie klubu Paxtakor Taszkent.
Na ulicach miasta pojawiło się 15 000 namiotów medycznych w celu pomocy poszkodowanym.

## Następstwa
Po katastrofie zrujnowane miasto odwiedził ówczesny sekretarz generalny ZSRS Leonid Breżniew w celu negocjacji na temat pomocy w odbudowie miasta. Ostatecznie miasto zostało odbudowane przez radzieckich architektów i budowniczych.
W 1966 r. w Taszkencie w dzielnicy Kiyot otwarto pomnik upamiętniający poszkodowanych podczas trzęsienia ziemi, nazwany „Pomnik Odwagi”.